# Vuelta a Colombia 1973
La 23.ª edición de la Vuelta a Colombia tuvo lugar entre el 19 de junio y el 1 de julio de 1973. El boyacense Rafael Antonio Niño del equipo Néctar Cundinamarca se coronó por segunda vez como campeón de la Vuelta con un tiempo de 35 h, 52 min y 19 s.

## Equipos participantes
| Equipo                                  | Categoría  |
| --------------------------------------- | ---------- |
| Antioquia                               | Aficionado |
| Águila Roja                             | Aficionado |
| Cauca-Mixto                             | Aficionado |
| Club Boyacá                             | Aficionado |
| Club Martell-Venezuela                  | Aficionado |
| Cooperativa de la Contraloría de Nariño | Aficionado |
| Boxer Cundinamarca                      | Aficionado |
| Cundinamarca-Cicloases                  | Aficionado |
| Cundinamarca-Mixto                      | Aficionado |
| Néctar Cundinamarca                     | Aficionado |
| Prodisol Cundinamarca                   | Aficionado |
| Singer Cundinamarca                     | Aficionado |
| Deporiental Cundinamarca                | Aficionado |
| Distrito                                | Aficionado |
| España                                  | Aficionado |
| Guatemala                               | Aficionado |
| Industria de licores del Valle          | Aficionado |
| Minobras-Intra                          | Aficionado |
| Mixto Cauca-Santander                   | Aficionado |
| Polímeros Antioquia                     | Aficionado |
| Postobón Nacional                       | Aficionado |
| Telecom Nacional                        | Aficionado |
| Valle-Mixto                             | Aficionado |

## Etapas
| Etapa      | Fecha       | Recorrido                                         | Distancia (km)       | Ganador               | Líder                |                      |
| ---------- | ----------- | ------------------------------------------------- | -------------------- | --------------------- | -------------------- | -------------------- |
| 1.ª etapa  | 19 de junio | Popayán - Puerto Tejada (Inicialmente hasta Cali) | 102 (132)            | Jairo Leopoldo Díaz   | Jairo Leopoldo Díaz  |                      |
| 2.ª etapa  | 20 de junio | Cali-Calipuerto                                   | 15 (CRI)             | Rafael Antonio Niño   | Rafael Antonio Niño  |                      |
| 3.ª etapa  | 20 de junio | Circuito Cali - Candelaria                        | 101                  | Miguel Ángel Guerrero | Rafael Antonio Niño  |                      |
| 4.ª etapa  | 21 de junio | Cali - Tuluá                                      | 136                  | Luis Hernán Díaz      | Luis Hernán Díaz     |                      |
| 5.ª etapa  | 22 de junio | Tuluá - Anserma                                   | 163                  | Juan de Dios Morales  | Luis Hernán Díaz     |                      |
| 6.ª etapa  | 23 de junio | Riosucio - Medellín                               | 154                  | Rafael Antonio Niño   | Rafael Antonio Niño  |                      |
| 7.ª etapa  | 24 de junio | Circuito Medellín (Guarne - Rionegro-Las Palmas)  | 120                  | Abelardo Ríos         | Rafael Antonio Niño  |                      |
|            | 25 de junio | Descanso en Medellín                              | Descanso en Medellín | Descanso en Medellín  | Descanso en Medellín | Descanso en Medellín |
| 8.ª etapa  | 26 de junio | Medellín - Riosucio                               | 150                  | Mario Arbeláez        | Rafael Antonio Niño  |                      |
| 9.ª etapa  | 27 de junio | Circuito en Pereira                               | 110                  | Manuel Antonio García | Rafael Antonio Niño  |                      |
| 10.ª etapa | 28 de junio | Pereira - Circuito Manizales                      | 100                  | Manuel Blanco Garea   | Rafael Antonio Niño  |                      |
| 11.ª etapa | 29 de junio | Manizales - Armenia                               | 102                  | Álvaro Pachón Morales | Rafael Antonio Niño  |                      |
| 12.ª etapa | 30 de junio | Armenia - Ibagué                                  | 88                   | Miguel Samacá         | Rafael Antonio Niño  |                      |
| 13.ª etapa | 1 de julio  | Chicoral - Bogotá                                 | 165                  | Juan de Dios Morales  | Rafael Antonio Niño  |                      |

## Clasificaciones finales

### Clasificación general
Los diez primeros en la clasificación general final fueron:
| Clasificación general |                        |                                         |                  |
| Ciclista              | Ciclista               | Equipo                                  | Tiempo           |
| --------------------- | ---------------------- | --------------------------------------- | ---------------- |
| 1.º                   | Rafael Antonio Niño    | Néctar Cundinamarca                     | 35 h 52 min 19 s |
| 2.º                   | Miguel Samacá          | Singer Cundinamarca                     | + 2 min 10 s     |
| 3.º                   | Álvaro Pachón Morales  | Singer Cundinamarca                     | + 6 min 40 s     |
| 4.º                   | Juan de Dios Morales   | Singer Cundinamarca                     | + 9 min 51 s     |
| 5.º                   | Gonzalo Marín          | Postobón Nacional                       | + 13 min 38 s    |
| 6.º                   | Luis Hernán Díaz       | Águila Roja                             | + 14 min 51 s    |
| 7.º                   | Abelardo Antonio Ríos  | Polímeros Antioquia                     | + 16 min 36 s    |
| 8.º                   | Jorge Amable Vásquez   | Cooperativa de la Contraloría de Nariño | + 17 min 34 s    |
| 9.º                   | Olinto Rueda Plata     | Mixto Cauca-Santander                   | + 18 min 21 s    |
| 10.º                  | Jorge Eliécer González | Singer Cundinamarca                     | + 19 min 29 s    |

### Clasificación de la montaña
| Clasificación de la montaña |                      |                     |        |
| Ciclista                    | Ciclista             | Equipo              | Puntos |
| --------------------------- | -------------------- | ------------------- | ------ |
| 1.º                         | Rafael Antonio Niño  | Néctar Cundinamarca | 60     |
| 2.º                         | Miguel Samacá        | Singer Cundinamarca | 30     |
| 3.º                         | Héctor Emilio Cataño | Polímeros           | 20     |

### Clasificación de las metas volantes
| Clasificación de las metas volantes |                     |                                             |        |
| Ciclista                            | Ciclista            | Equipo                                      | Puntos |
| ----------------------------------- | ------------------- | ------------------------------------------- | ------ |
| 1.º                                 | Álvaro Victoria     | Telecom--Valle Mixto Telecom                | 120    |
| 2.º                                 | Luis Hernán Díaz    | Águila Roja                                 | 50     |
| 3.º                                 | Luis Alfonso Galvis | ICEL-Cedelca Popayán--Mixto Cauca-Santander | 45     |

### Clasificación de la regularidad
| Clasificación de la regularidad |                       |                     |        |
| Ciclista                        | Ciclista              | Equipo              | Puntos |
| ------------------------------- | --------------------- | ------------------- | ------ |
| 1.º                             | Miguel Samacá         | Singer Cundinamarca | 88     |
| 2.º                             | Rafael Antonio Niño   | Néctar Cundinamarca | 70     |
| 3.º                             | Álvaro Pachón Morales | Singer Cundinamarca | 68     |

### Clasificación de los novatos
| Clasificación de los novatos |                      |                   |                  |
| Ciclista                     | Ciclista             | Equipo            | Tiempo           |
| ---------------------------- | -------------------- | ----------------- | ---------------- |
| 1.º                          | José de Jesús Vargas | Postobón Nacional | 36 h 18 min 49 s |
| 2.º                          | Fabio de Jesús Arias | Antioquia         | + 2 min 11 s     |
| 3.º                          | Javier Berrio        | Telecom Nacional  | + 3 min 12 s     |

### Clasificación por equipos
| Clasificación por equipos |                     |                   |
| Equipo                    | Equipo              | Tiempo            |
| ------------------------- | ------------------- | ----------------- |
| 1.º                       | Singer Cundinamarca | 107 h 54 min 14 s |
| 2.º                       | Águila Roja         | + 51 min 19 s     |
| 3.º                       | Postobón Nacional   | + 54 min 49 s     |